# NGC 2910
NGC 2910 is een open sterrenhoop in het sterrenbeeld Zeilen. Het hemelobject werd op 10 april 1834 ontdekt door de Britse astronoom John Herschel.

## Synoniemen
- OCL 781
- ESO 166-SC17